# Anthony Karl Gregory
Anthony Karl Gregory (6 luglio 1966) è un ex calciatore islandese, di ruolo attaccante.

## Carriera

### Club
Gregory cominciò la carriera con la maglia del Valur. Giocò poi per il KA Akureyri, prima di far ritorno al Valur. In seguito, fu ingaggiato dai norvegesi del Bodø/Glimt, per cui debuttò nella Tippeligaen in data 27 aprile 1994, quando fu titolare nella sconfitta per 4-2 sul campo del Viking. Il 23 maggio realizzò la prima rete, contribuendo al successo per 3-1 sullo Strømsgodset. Terminata questa esperienza, tornò in Islanda e militò nelle file del Breiðablik. Dopo aver giocato nuovamente nel Valur, chiuse la carriera al Selfoss.

### Nazionale
Conta 5 presenze e 2 reti per l'Islanda. Esordì l'8 agosto 1990, realizzando una doppietta nella vittoria per 2-3 sulle Fær Øer.